# Richard Threlkeld Cox
Richard Threlkeld Cox (1898 – 2 de maio de 1991) foi um professor de física na Universidade Johns Hopkins, conhecido pelo teorema de Cox relacionado aos fundamentos da teoria da probabilidade.

## Trabalhos selecionados
- “Probability, Frequency, and Reasonable Expectation”, American Journal of Physics, 14, 1-13, (1946).
- The Algebra of Probable Inference, Johns Hopkins University Press, Baltimore, MD, (1961).
- Electric Eel Calling (1941)